# Kathedrale von Guildford

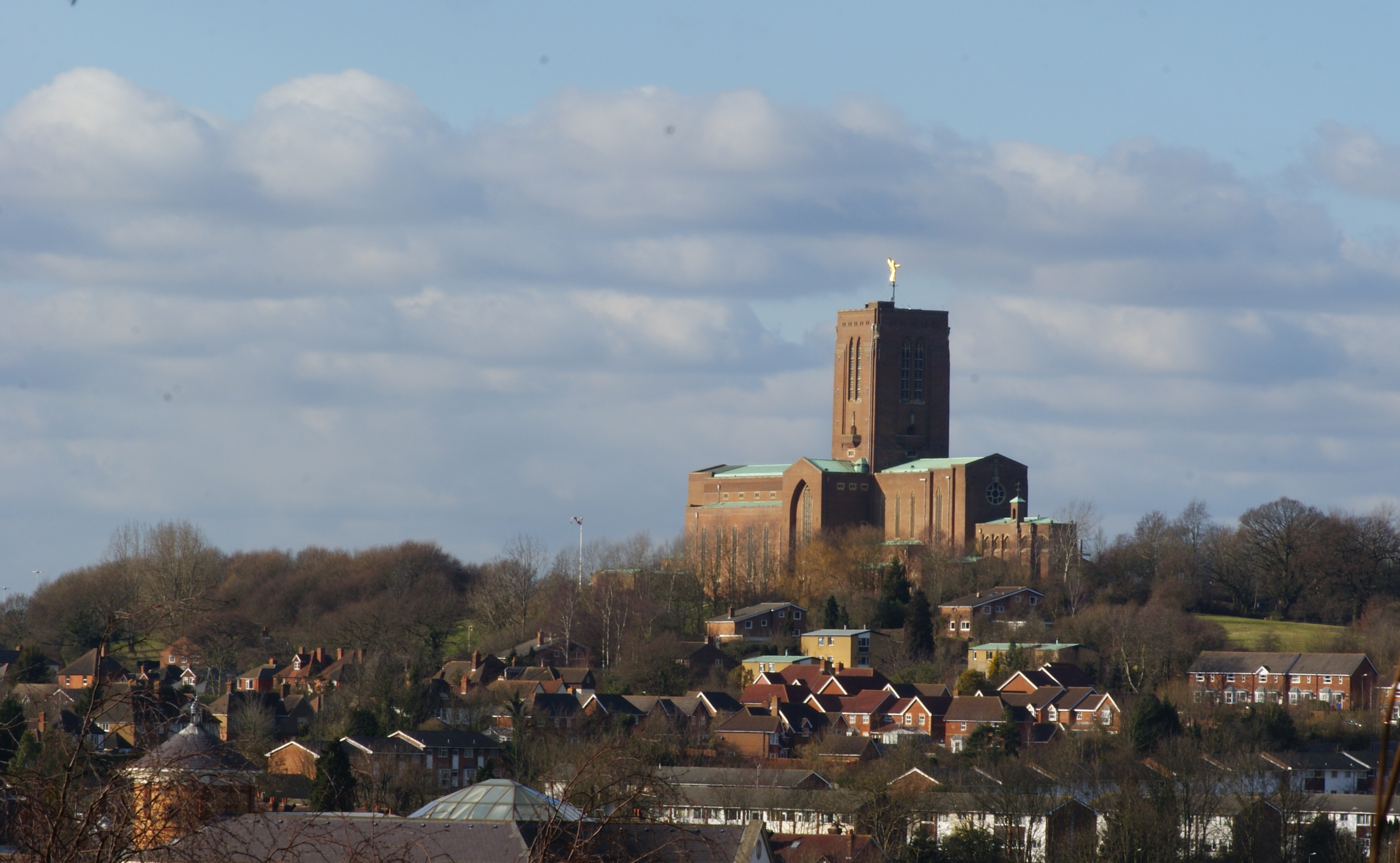
Kathedrale von Guildford

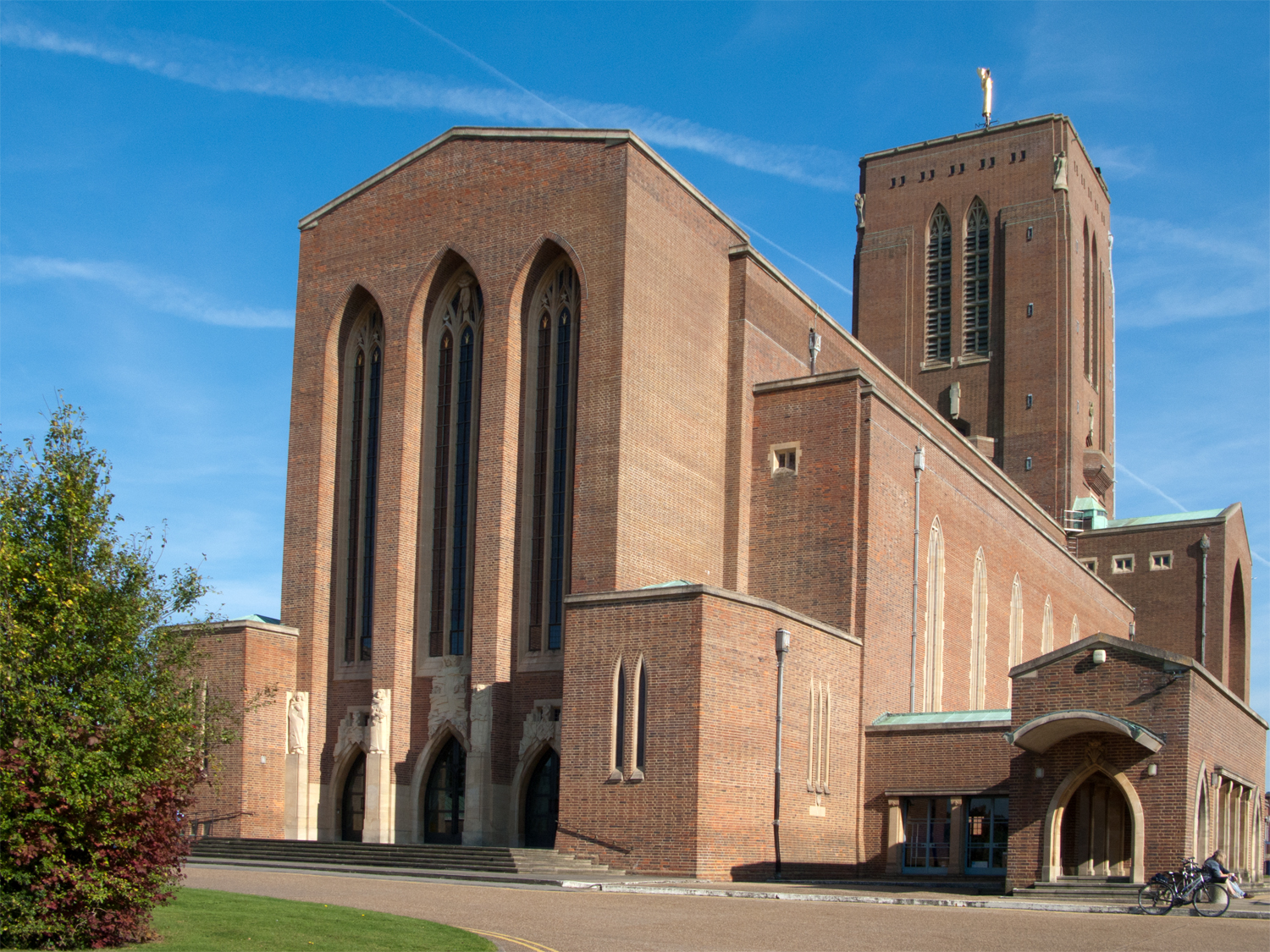
Fassade und Baukörper

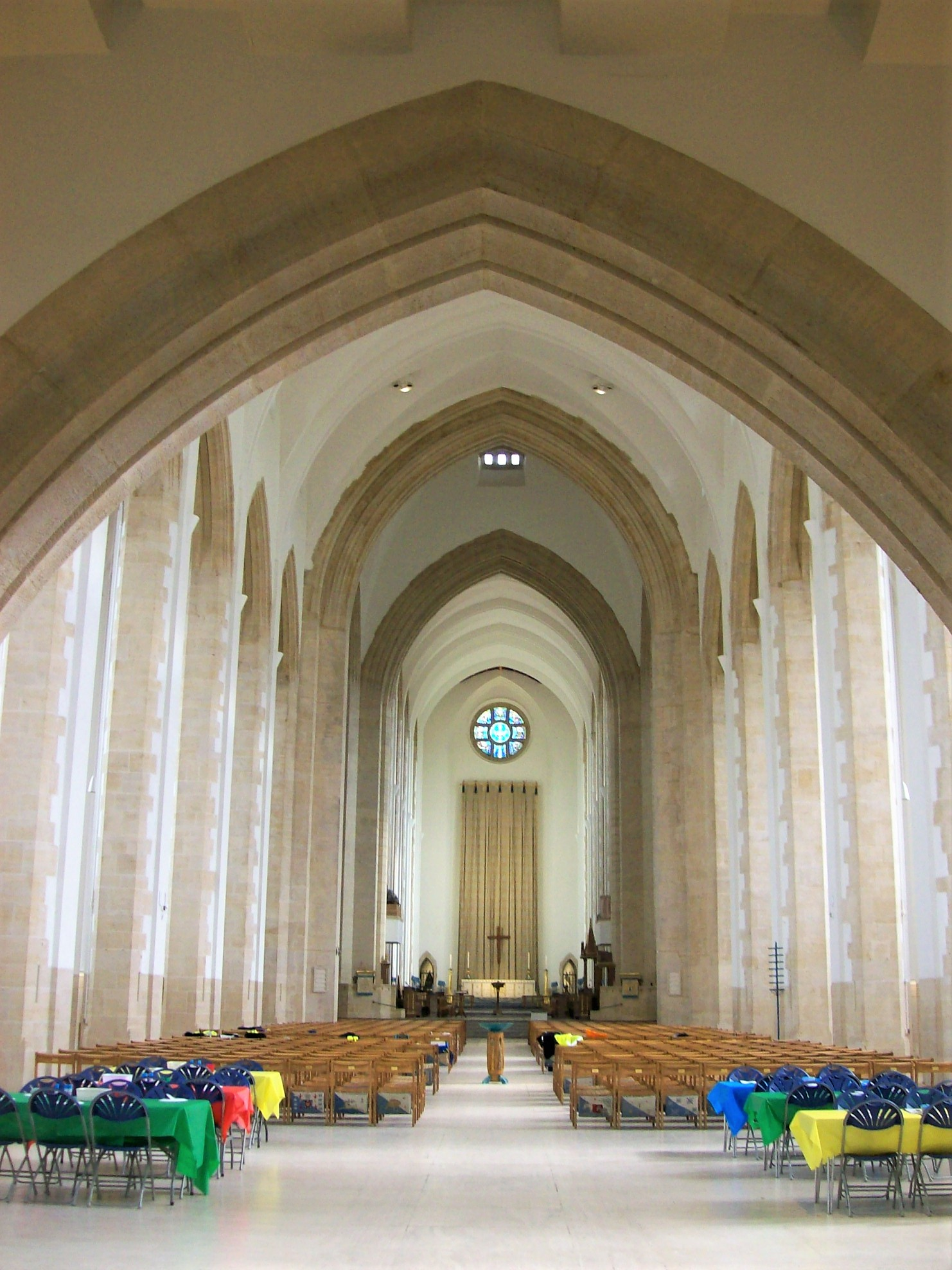
Langhaus

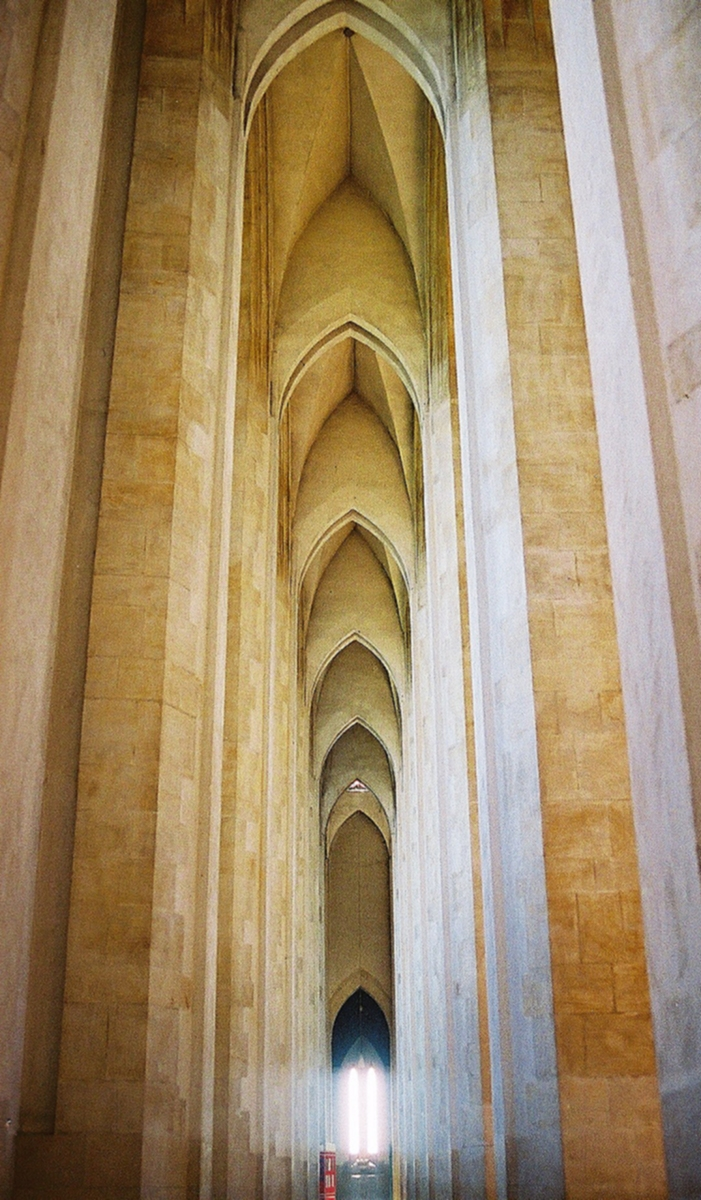
Seitenschiff

Die Kathedrale von Guildford ist das geistliche Zentrum der Diözese Guildford der Church of England. Sie liegt in der ca. 50 km südwestlich von London gelegenen Stadt Guildford in der Grafschaft Surrey im Süden Englands und untersteht dem Patrozinium des Heiligen Geistes. Das Bauwerk ist als Grade II-Building eingestuft.

## Lage
Die Kathedrale liegt auf dem Stag Hill, dem höchsten Punkt (ca. 100 m) im Zentrum der Stadt Guildford unweit des River Wey, eines Nebenflusses der Themse. Guildford liegt etwa auf halber Strecke zwischen den traditionsreichen Pilgerstädten Canterbury (ca. 130 km Fahrtstrecke östlich) und Salisbury (ca. 110 km südwestlich).

## Geschichte
Das Bistum Guildford wurde im Jahr 1927 neugeschaffen. Mit dem Bau der Kathedrale wurde jedoch erst im Jahr 1936 begonnen. Mit der Planung und dem Bau wurde Edward Maufe beauftragt, der an mehreren Kirchenneu- und -umbauten in England beteiligt war; die Kathedrale von Guildford gilt jedoch als sein Hauptwerk. Während des Zweiten Weltkriegs wurden die Bauarbeiten unterbrochen; die gestiegenen Baukosten wurden mit dem Verkauf von namentlich gekennzeichneten Ziegelsteinen finanziert. Im Jahr 1961 konnte die Kirche geweiht werden; die Bauarbeiten wurden jedoch erst vier Jahre später abgeschlossen.

## Architektur
Der Kirchenbau ist dreischiffig, wobei die Seitenschiffe äußerst schmal gehalten sind und eigentlich nur als schmuckloser Zugang zum Kirchengestühl genutzt werden können. Sie sind mit dem ebenfalls kreuzgratgewölbten und nur wenig erhöhten Mittelschiff durch hohe oktogonale Stützen ohne Basis und Kapitell verbunden. Der von außen so markante ca. 50 m hohe Vierungsturm wird im Innern der Kirche nur in geringem Maße wirksam; im Turm befinden sich 12 Glocken.
Hinter dem flachen Chorschluss befindet sich eine Marienkapelle (Lady Chapel) mit polygonal gebrochener Apsis.

## Ausstattung
Durch die spärliche Ausstattung der Kirche wird die architektonische Wirkung deutlich hervorgehoben.